# Katt bland duvor
Katt bland duvor (Cat among the Pigeons) är en detektivroman av den brittiska författaren Agatha Christie. Boken kom ut på engelska 1959 och på svenska 1960.
Den handlar om Christies belgiske detektiv, Hercule Poirot, som dyker upp mycket sent i den sista tredjedelen av romanen. Betoningen på spionage i början av berättelsen relaterar till Christies internationella äventyrsromaner (som En flicka kom till Bagdad) och till berättelserna om Tommy och Tuppence.

## Handling
En revolution äger rum i Ramat, ett fiktivt kungarike i Mellanöstern. Prins Ali Yusuf vet att det är osannolikt att han kommer att överleva våldet och anförtror sin bästa vän och pilot Bob Rawlinson att smuggla ut en förmögenhet i juveler ur landet. Rawlinson gömmer ädelstenarna i hålet till handtaget på ett tennisracket som tillhör hans brorsdotter Jennifer, dotter till hans syster Joan, utan att berätta det för dem. Utan att han vet om det iakttar en mystisk kvinna honom från balkongen bredvid.
Prinsen och Rawlinson dör i en flygolycka när de försöker fly från Ramat. Tre månader senare förbereder sig Jennifer för att börja på Meadowbank School, en prestigefylld friskola för flickor i England. Dess personal inkluderar Miss Bulstrode, skolans grundare och rektor; Miss Chadwick, en av skolans grundare och lärare i matematik; fröken Vansittart, som har undervisat i tyska på skolan i flera år; Miss Rich, som har undervisat i engelsk litteratur på skolan i 18 månader; Miss Johnson, flickornas husmor; fröken Angèle Blanche, den nya fransklärarinnan; Grace Springer, den nya gymnastikläraren; Ann Shapland, fröken Bulstrodes nya sekreterare; och Adam Goodman, den nye trädgårdsmästaren. När fröken Bulstrode närmar sig pensionen bestämmer hon sig för att utse sin efterträdare. Hon tror att miss Chadwick är för gammal för att ta över, och överväger både miss Vansittart, som beter sig nästan som en andra upplaga av miss Bulstrode, och miss Rich, som är ung och har många egna idéer.
En natt lägger miss Chadwick och miss Johnson märke till ett ljus i sportpaviljongen och hör ett skott. När de undersöker saken finner de fröken Springer mördad. När polisen börjar undersöka saken avslöjar Goodman för kommissarie Kelsey, och senare för Miss Bulstrode, att han arbetar för den brittiska underrättelsetjänsten. Han är på Meadowbank för att spåra upp de juveler som Rawlinson smugglat ut, genom att övervaka prins Ali Yusufs kusin Shaista, som går på skolan. Under tiden klagar Jennifer till sin vän Julia Upjohn att hennes racket inte längre känns balanserat, och de byter racketar. Senare kommer en främmande kvinna fram till Jennifer för att ge henne en ny racket och påstår att den är från Jennifers moster Gina, och tar den gamla racketen i utbyte. Julia blir dock misstänksam och moster Gina skriver senare och avslöjar att hon inte skickat ett nytt racket till Jennifer.
Helgen därpå kidnappas Shaista av någon som utger sig för att vara hennes farbrors chaufför. Samma natt mördas fröken Vansittart med en sandsäck i sportpaviljongen. Efter att Jennifer och många andra elever hämtats hem av oroliga föräldrar, undersöker Julia racketen hon bytte med Jennifer och hittar de smugglade juvelerna. När någon försöker ta sig in i Julias rum under natten, flyr hon snabbt från skolan för att berätta sin historia för Hercule Poirot, som hon har hört historier om från sin moster Maureen (Mrs. Summerhayes från Mrs McGinty är död).
Medan Poirot är på Meadowbank för att utreda morden, mördas fröken Blanche med en sandsäck. När Poirot intervjuar Miss Bulstrode får hon veta att Julias mor, Mrs. Upjohn, som en gång arbetade inom det brittiska kontraspionaget under kriget, kände igen en annan agent på skolan den första dagen på terminen.
Poirot avslöjar så småningom för alla att Shaista som deltog i Meadowbank var en bedragare; den riktige Shaista kidnappades av en grupp som var ute efter prins Ali Yusufs juveler. När bedragaren inte hittade dem fick gruppen ut henne från skolan innan farbrodern till den riktiga Shaista kunde avslöja henne. Poirot fokuserar kort på Miss Rich som en potentiell misstänkt, så att han kan lugna den riktiga mördaren. Han avslöjar sedan att fröken Springer dödades för att hon fångade mördaren när hon letade efter tennisracketen. Fröken Blanche dödades när hon försökte utpressa mördaren.
Genom Mrs. Upjohn identifierar Poirot Ann Shapland som en hänsynslös spionagent känd som "Angelica". Miss Shapland hade varit i Ramat tre månader tidigare och var den kvinna som hade bevittnat hur Rawlinson gömde ädelstenarna i Jennifers racket. Innan Miss Shapland arresteras försöker hon skjuta Mrs. Upjohn. När Miss Bulstrode försöker skydda Mrs. Upjohn, kliver Miss Chadwick in för att skydda Miss Bulstrode och blir dödligt sårad. Miss Shapland avväpnas och förs bort. Poirot avslöjar sedan att det andra mordet begicks av Miss Chadwick, som var avundsjuk på Miss Vansittarts bättre kvalifikationer som Mrs. Bulstrodes möjliga efterträdare. Miss Chadwick stötte på miss Vansittart ensam i sportpaviljongen och slog ned henne i ett anfall av vansinne.
I efterdyningarna av utredningen utser Miss Bulstrode Miss Rich till sin partner och efterträdare, med båda fokus på att återuppbygga Meadowbank och dess rykte. Under tiden överlämnar Poirot ädelstenarna till en Mr. Robinson, som överlämnar dem till prins Ali Yusufs hemliga fru. De hade gift sig och fått en son medan Yusuf studerade i England. Julia Upjohn får en smaragd som belöning.

## Karaktärer
- Hercule Poirot, den berömde belgiske detektiven
- Inspektör Kelsey, utredaren
- "Adam Goodman", en agent för Special Branch, som arbetar under täckmantel på Meadowbank som trädgårdsmästare
- Honoria Bulstrode, rektor på Meadowbank School for Girls
- Ann Shapland, fröken Bulstrodes sekreterare
- Elspeth Johnson, husmor
- Miss Chadwick, en mångårig lärare i matematik som hjälpte till att grunda Meadowbank
- Eleanor Vansittart, en äldre lärare, kommer att efterträda Miss Bulstrode
- Grace Springer, idrottslärare
- Angèle Blanche, en fransklärare som använder sin avlidna systers pass och undervisar i historia för att få denna bra position.
- Eileen Rich, en lärarinna
- Miss Blake, en lärarinna
- Miss Rowan, en lärarinna
- Prinsessan Shaista, kusin till den avlidne prins Ali Yusuf av Ramat
- Prins Ali Yusuf, ärftlig shejk av Ramat
- Bob Rawlinson, personlig pilot till prinsen av Ramat (och prinsens bästa vän)
- Jennifer Sutcliffe, brorsdotter till Bob Rawlinson och elev vid Meadowbank; dotter till Joan och Henry Sutcliffe
- Lady Veronica Carlton-Sandways, den störande och berusade mamman till tvillingdöttrar som är inskrivna på skolan
- Joan Sutcliffe, Bob Rawlinsons syster och Jennifers mor
- Henry Sutcliffe, Joans make och Jennifers far
- Julia Upjohn, elev på Meadowbank och Jennifers vän
- Mrs Upjohn, Julia Upjohns mor och en före detta brittisk underrättelseagent
- Överste Ephraim Pikeaway, en högt uppsatt person i Special Branch, Adam Goodmans överordnade
- John Edmundson, medlem av utrikesdepartementet; tredje sekreterare vid den brittiska ambassaden i Ramat vid tiden för revolutionen.
- Derek O'Connor, medlem av utrikesdepartementet
- "Mr Robinson", en skuggfigur, av betydelse i internationella frågor
- Denis Rathbone, Ann Shaplands pojkvän
- Briggs, trädgårdsmästaren

## Litterär betydelse och mottagande
Maurice Richardson från The Observer skrev den 8 november 1959: "Några trevliga skolscener med falska shejker som sveper upp i lila Cadillacs för att deponera väldoftande och trasiga houris för utbildning, och kamrater i obygden som knuffar ut hockeyklubbsbärande döttrar från krockskadade Austins. Det är långt ifrån vintage Christie, men du vill veta vem som gjorde det."
Robert Barnard: "Flickskolbakgrund förvånansvärt välgjord, med humor och en viss frikostighet. Vissa element påminner om Teys Miss Pym Disposes. Störd av den internationella dimensionen och spionelementet, som inte passar ihop med den traditionella detektivsidan. Ett ganska typiskt exempel på hennes lösare och mer avslappnade stil."

## Bearbetningar

### TV

#### Brittisk version
En version av romanen skrevs av Mark Gatiss för TV-serien Agatha Christie's Poirot. Avsnittet sändes den 28 september 2008 med David Suchet i huvudrollen som Hercule Poirot. I birollerna fanns Dame Harriet Walter som Miss Bulstrode, Natasha Little som Ann Shapland, Claire Skinner som Miss Rich, Susan Wooldridge som Miss Chadwick, Miranda Raison som Mlle Blanche, Elizabeth Berrington som Miss Springer, Raji James som prins Ali Yusuf och Adam Croasdell som Adam Goodman. Versionen, även om den i huvudsak var trogen romanen, innehöll en ändring av miljön till 1930-talet, som matchade TV-serien. Denna förändring gjorde det nödvändigt att skriva om eller ta bort många av romanens scener som refererar till Mellanöstern, andra världskriget och den brittiska underrättelsetjänsten. Eftersom denna förändring också betydde att första världskriget skulle ha inträffat vid den tidpunkt då Ali Yusuf var tänkt att studera i England, togs hans hemliga hustrus karaktär bort, och hans motiv för att smuggla ut ädelstenarna ändrades från personliga till politiska. Istället för att attackera Miss Vansittart - som inte är med i filmatiseringen - attackerar Miss Chadwick Miss Rich, som överlever och accepterar Miss Bulstrodes erbjudande om ett partnerskap.
Inspelningen ägde huvudsakligen rum i Joyce Grove i Nettlebed, Oxfordshire, med några inspelningar gjorde inne i marmorhallen i Elveden Hall.

#### Fransk version
Romanen var det femte avsnittet av den franska TV-serien Les Petits Meurtres d'Agatha Christie. Avsnittet sändes första gången 2010.

### Fotnoter
1. ↑  Peers, Chris (March 1999). Collins Crime Club – A checklist of First Editions. Dragonby Press. sid. 15. ISBN 978-1871122138
2. ↑  Marcus, J S (1 maj 2007). ”American Tribute to Agatha Christie: The Golden Years: 1953 - 1967”. http://home.insightbb.com/~jsmarcum/agatha53.htm. Läst 3 augusti 2018.
3. ↑  The Observer, 8 November 1959 (p. 23)
4. ↑  Barnard, Robert. A Talent to Deceive – an appreciation of Agatha Christie – Revised edition (p. 190). Fontana Books, 1990; ISBN 0-00-637474-3
5. 1 2  ”Elveden Hall (Elvedon Hall), Suffolk, England”. Dicamillo British & Irish Country Houses. http://www.tvlocations.net/catpigeons.htm. Läst 19 maj 2021.